# Sorin Alexandrescu
Sorin Alexandrescu (n. 18 august 1937, București) este un critic, istoric și teoretician literar român, membru de onoare al Academiei Române (din 2022).

## Biografie
Este nepotul de soră al profesorului, scriitorului, filosofului, eseistului, istoricului religiilor român Mircea Eliade, fiul Corinei Eliade. Licențiat al Facultății de Filologie a Universității din București (1969). A emigrat în 1974 în Olanda, unde a funcționat ca profesor la una dintre cele mai mari catedre de limbă română din Occident, la Universitatea din Amsterdam.
Înainte de plecarea din România, a publicat o monografie dedicată scriitorului american William Faulkner, un studiu de naratologie literară și a tradus cu note și comentarii Teoria Literaturii a lui Wellek și Warren. Și-a continuat activitatea în Olanda, dedicându-se semioticii și istoriei ideilor. Din 1983 ține cursuri de semiotică și apoi de filosofie la Amsterdam. A fondat la Amsterdam revista International Journal of Romanian Studies (1976-1989).
A fost unul din membrii activi ai diasporei literare românești și un militant pentru democratizarea țării, publicând numeroase studii și articole despre România.
S-a întors în zilele Revoluției din decembrie 1989 în România, transmițând materiale pentru un ziar olandez. S-a implicat în proiectul de renovare și modernizare a Bibliotecii Centrale Universitare, clădirea și colecțiile de carte fiind distruse de un incendiu devastator în timpul revoluției. A făcut lobby pe lângă autoritățile olandeze și în mediile intelectuale occidentale pentru strângerea de fonduri pentru acest proiect.
În 1998 a acceptat postul de consilier prezidențial pentru cultură. În 2001, după ce s-a pensionat în Țările de Jos, s-a întors definitiv în România. În același an a fondat, împreună cu Dan Grigorescu, Mihai Zamfir, Laura Mesina, Vlad Alexandrescu, Vasile Morar și Zoe Petre, Centrul de Excelență în Studiul Imaginii pe lângă Universitatea din București.

## Cărți publicate
- Dickens in Rumania. A Bibliography for the 150th Anniversary (with Alexandru Duțu). 1962
- Analize literare și stilistice, cu Ion Rotaru, 1967
- William Faulkner, 1969; ediție revizuită în limba franceză, Paris, 1971
- Poetica și stilistica. Orientări moderne, antologie de Mihail Nasta, Sorin Alexandrescu -  1972
- The Logic of Personages, 1973
- Logique du personnage: reflexions sur l'univers faulknerien, 1974
- Dimitrie Cantemir: Roemeens historicus en politicus 1673-1723, Bussum, 1975
- Dichters uit Roemenië (Poeți din România), 1976
- Transformational grammar and the Rumanian language 1977
- Roemenië. Verhalen van deze tijd (Proza din România), 1988
- Hemel en Aarde. Werelden van verbeelding (Rai și pământ), 1991
- Rumänien im Umbruch: Chancen und Probleme der europäischen Integration (eds. Ilina Gregori und Angelika Schaser), 1993
- Richard Rorty, 1995
- Figurative of the Art. Beginning and End. 20th Century in Romania, 1998
- Paradoxul român, 1998
- Privind înapoi, modernitatea, Ed. Univers, București, 1999, traduceri de Mirela Adăscăliței, Șerban Anghelescu, Mara Chirițescu și Ramona Jugureanu
- Identitate în ruptură. Mentalitati românești postbelice, 2000
- La modernité a l'Est. 13 aperçus sur la litterature roumaine, 2000
- Mircea Eliade, dinspre Portugalia, Editura Humanitas, 2006 - fragmente
- Lumea incerta a cotidianului, 2021